# Мокрая Волноваха
Мокрая Волноваха — река в Волновахском и Кальмиусском районах Донецкой области Украины, правый приток Кальмиуса (бассейн Азовского моря). Длина 63 км, площадь бассейна 909 км².
Берёт начало на Приазовской возвышенности в г. Волноваха. Долина шириной до 1,5 км, пойма — до 100 м. Русло извилистое, ширина до 5 м. Уклон реки 2,8 м/км.
Питание смешанное. Ледостав с середины декабря до конца февраля; в отдельные годы не замерзает. Гидрологический пост — около с. Николаевки (с 1959). Используется для орошения. Для нужд орошения и водоснабжения в верхнем течении сооружено Николаевское водохранилище и пруды.
В устье реки Мокрая Волноваха находится Раздольненский заказник с отложениями девонского геологического периода.